# ميتشيل ستيفنز
ميتشيل ستيفنز هو لاعب هوكي الجليد كندي، ولد في 5 فبراير 1997 في بيتربرة في المملكة المتحدة.

## وصلات خارجية
- ميتشيل ستيفنز على موقع دوري الهوكي الوطني (الإنجليزية)
- ميتشيل ستيفنز على موقع EliteProspects.com (الإنجليزية)
- ميتشيل ستيفنز على موقع Eurohockey.com (الإنجليزية)
- ميتشيل ستيفنز على موقع HockeyDB.com (الإنجليزية)